# Charles W. Chesnutt

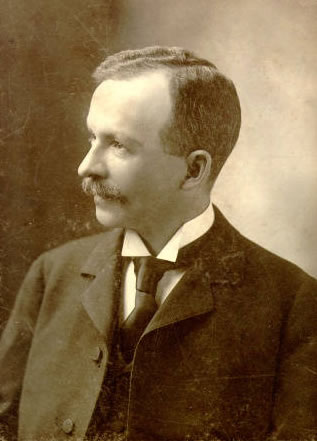
Charles W. Chesnutt (1898)

Charles Waddell Chesnutt (* 20. Juni 1858 in Cleveland, Ohio; † 15. November 1932 ebenda) war ein US-amerikanischer Schriftsteller, Dichter, Essayist und früher Vertreter der afroamerikanischen Literatur.

## Biografie
Chesnutt war der Enkel eines weißen Sklavenhalters, der eine Liebesbeziehung zu einer Sklavin hatte, aus der Chesnutts Vater hervorging. Erst im Alter von acht Jahren begann er seine schulische Ausbildung, nahm jedoch bereits sechs Jahre später 1872 im Alter von vierzehn Jahren nach dem Tod seiner Mutter selbst eine Tätigkeit als Lehrer auf, um die Familie seines Vaters mit ernähren zu können. Nach einer Lehrertätigkeit in Charlotte (North Carolina) wurde er 1877 Rektor der Fayetteville State Normal School for Negroes.
1884 siedelte er mit seiner Ehefrau und den drei gemeinsamen Kindern Ethel, Helen und Edwin nach Cleveland, wo er Rechtswissenschaft studierte und 1887 seine anwaltliche Zulassung erhielt (Ohio State Bar). Im Anschluss nahm er eine Tätigkeit als Rechtsanwalt auf.
In seinen die afroamerikanische Literatur mit prägenden Erzählungen, Essays und Gedichten setzte er sich dabei insbesondere mit „weißer“ Literatur und Vorurteilen auseinander. Als kritischer Vertreter der Local Color Fiction demythologisierte er die sentimentale Verklärung der good ole times der Sklavenhalterzeit durch die literarische plantation tradition.
Daneben engagierte er sich neben Booker T. Washington in der Bürgerrechtsbewegung und gehörte 1910 zu den ersten Mitgliedern der am 12. Februar 1909 gegründeten National Association for the Advancement of Colored People (NAACP). 1928 wurde ihm für sein Lebenswerk die Spingarn Medal der NAACP verliehen.

## Werke
Chestnutt gab sein literarisches Debüt 1885 mit der Kurzgeschichte Uncle Peter's House, die in der Tageszeitung Cleveland News and Herald veröffentlicht wurde. Zwei Jahre später porträtierte er in seiner frühen Erzählung The Goophered Grapevine (1887) die Scuppernong, die Staatsfrucht von North Carolina.
Nach den Sammlungen von Kurzgeschichten mit den Titeln The Conjure Woman (1899) deutsch: Die Zauberfrau. Sklavenmärchen aus North Carolina übersetzt von Christiane Agricola (1989) und The Wife of His Youth and Other Stories of the Color Line (1899), veröffentlichte Chesnutt die Romane The House Behind the Cedars (1900), The Marrow of Tradition (1901) und The Colonel's Dream (1905).
In The Marrow of Tradition beschrieb er in enger Anlehnung an das reale historische Geschehen die sogenannten Rassenunruhen in Wilmington (North Carolina) von 1898/99, für die er auf eine Reise in die Gegend Material gesammelt hatte. Hintergrund war ein Putsch von lokalen Amtsträgern der Demokratischen Partei gegen die seit den Wahlen 1894 und 1896 vorherrschende Republikanische Partei, in der sich auch viele Afroamerikaner organisiert hatten. Die sich in Geheimorganisationen sammelnden Weißen weigerten sich, Weisungen von schwarzen Polizisten oder Richtern nachzukommen; sie wurden von der demokratischen Presse in hetzerischen Artikeln gegen die (zahlenmäßig klar gegebene) negro dominance unterstützt. 1899 wurde der Schwarze Sam Hose kastriert und bei lebendigem Leib verbrannt. Chestnutt setzt die Hysterie der männlichen weißen Bevölkerung von Wilmington in Beziehung zu ihrem drohenden ökonomischen und politischen Machtverlust; sie stilisieren sich zu Rittern, die die weißen Frauen vor wilden Horden beschützen.